# Josep Riera i Porta
Josep Riera i Porta (Mataró, 8 juli 1941) is een Catalaans landbouwer, vakbondsleider en catalanist. Hij is een van de stichters van de  Unió de Pagesos, een vakbond voor de landbouwsector.
Hij is afkomstig uit een landbouwersfamilie. Al van in de jaren 1950 is hij actief in de anti-franquistische weerstandsbeweging in comarca Maresme. In het verzet tegen de corporatistische Cambra Agrària, een verticale arbeidsorganisatie die de dictatuur van rechtswege organiseerde, werkt hij mee aan de oprichting van de clandestiene Comissions Obreres in Mataró. In 1967 wordt hij wegens zijn vakbondsactiviteiten gevangengezet.
Hij werkt mee aan Des de Baix, een links en ecologisch georiënteerde federatie van diverse organisaties en actiegroepen; hij staat op de vierde plaats voor de regionale parlementsverkiezingen van 2010 in de provincie Barcelona. In 2011 kreeg hij van de Catalaanse regering de medaille “President Macià” voor zijn verdienstelijke carrière. In 2012 wordt hij lid van de permanente raad van de Assemblea Nacional Catalana.